# 어스트라드클리드
어스트라드클리드 왕국(웨일스어: Teyrnas Ystrad Clud)은 중세 초기에 브리튼인들이 헨 오글레드 지역(오늘날의 스코틀랜드 남서부 및 잉글랜드 북서부 일부)에 세운 국가다. 로마 제국이 망한 뒤부터 국가 형성이 시작되어, 초기에는 수도 툰 프레틴의 브리튼어 이름인 알트클리트(Alt Clut)로 불렸다. 어쩌면 프톨레마이오스의 『지리학』에 나오는 담노니인의 후손이 이들일 수도 있다. 이 일대에서는 고대 웨일스어에서 파생된 컴브리아어를 사용했다.
870년 바이킹 군대가 수도를 공격해온 덤바턴 공성전 때부터 어스트라드클리드, 게일어로는 스트라흘루이(스코틀랜드 게일어: Srath Chluaidh [s̪t̪ra xɫ̪ɯi])인 이름이 나타난다. 어쩌면 이 국명의 변화는 왕국의 중심지가 던바튼에서 고번(오늘날의 글래스고시 남서쪽의 구)으로 이동했음을 시사하는 것일 수 있다. 또한 주민들이 혈통적으로 컴브리아인이기 때문에 컴브리아(Cumbria)라고도 불렸다.
중세 성기 벽두인 1093년 어스트라드클리드는 게일인 국가인 알바 왕국에게 합병되었다. 하지만 이 지역의 브리튼인 정체성은 13세기까지 유지되었다. 이 왕국을 부른 게일어 이름과 영어 이름은 각각 스코틀랜드 스트래스클라이드와 잉글랜드 컴브리아의 어원이 된다.

## 같이 보기
- 브리튼인의 왕